# Jafar Panahi
Jafar Panahi (em pársi: جعفر پناهی ; Minaeh, Azerbaijão Oriental, 11 de julho de 1960) é um diretor de cinema e roteirista iraniano, de etnia azeri.
Estudou Cinema na Universidade de Cinema e Televisão de Teerã.
Recebeu o prêmio da Câmera de Ouro do Festival de Cannes, por seu filme de 1995 O Balão Branco, que narra as desventuras  de uma menina que tenta comprar peixinhos dourados para o Ano Novo, conforme a tradição. O espelho, de 1997, recebeu o Leopardo de Ouro do Festival de Locarno. Em 2000, obteve o Leão de Ouro de melhor filme no Festival de Veneza, por O Círculo, que trata das dificuldades de mulheres diante das restrições impostas pelo Estado islâmico.
Em 2015, Panahi dirigiu o filme Taxi que estreou no 65º Festival de Cinema de Berlim. Ele recebeu um prêmio Urso de Ouro por este filme.

## Prisão e julgamento
Panahi desagradou às autoridades iranianas ao apoiar Mir Hussein Mussavi, o candidato oposicionista, na eleição presidencial de junho de 2009. Posteriormente, sua casa foi invadida, e a sua coleção de filmes, tachada de "obscena", foi apreendida. O cineasta foi preso em março de 2010 e, durante seus 88 dias de detenção, fez greve de fome. Mais tarde foi impedido de comparecer ao Festival de Cinema de Veneza, em setembro. Na ocasião, várias personalidades do cinema  - como Steven Spielberg e Juliette Binoche - manifestaram apoio a ele. "Não compreendo a acusação de obscenidade dirigida contra clássicos da história do cinema, nem compreendo o crime do qual sou acusado", declarou o cineasta iraniano à corte.[carece de fontes?]
O cineasta foi condenado a seis anos de prisão e proibido de filmar por 20 anos. Mesmo assim, Panahi já dirigiu três filmes após a condenação. Em 16 de novembro de 2010, Panahi foi a julgamento, acusado de fazer um filme sem autorização e de incitar protestos oposicionistas.

## Filmografia
| Ano  | Título                            | Título original                   | Notes                                                              |
| ---- | --------------------------------- | --------------------------------- | ------------------------------------------------------------------ |
| 1995 | Badkonake Sefid                   | بادکنک سفيد                       | co-escrito com Abbas Kiarostami                                    |
| 1997 | The Mirror                        | آینه                              |                                                                    |
| 2000 | The Circle                        | دایره                             | co-escrito com Kambuzia Partovi, banido no Irã antes do lançamento |
| 2003 | Crimson Gold                      | طلای سرخ                          | co-escrito com Abbas Kiarostami, banido no Irã antes do lançamento |
| 2006 | Offside                           | آفساید                            | co-escrito com Shadmehr Rastin, banido no Irã antes do lançamento  |
| 2011 | Isto não É um Filme               | این فیلم نیست                     | co-directed by Mojtaba Mirtahmasb, feito ilegalmente               |
| 2013 | Closed Curtain                    | پرده                              | co-dirigido por Kambuzia Partovi, feito ilegalmente                |
| 2015 | Taxi                              | تاکسی                             | Feito ilegalmente                                                  |
| 2018 | 3 Faces                           | سه رخ                             | Feito ilegalmente                                                  |
| 2021 | The Year of the Everlasting Storm | The Year of the Everlasting Storm | Filme antológico; segmento: "Life"                                 |
| 2022 | No Bears                          | خرس نیست                          | Feito ilegalmente                                                  |
| 2025 | Un Simple Accident                | یک تصادف ساده                     | Feito ilegalmente                                                  |